# Nimba praetexta
Nimba praetexta är en mossdjursart som beskrevs av Jullien och Calvet 1903. Nimba praetexta ingår i släktet Nimba och familjen Lacernidae. Inga underarter finns listade i Catalogue of Life.